# Cílax de Carianda
Cílax de Carianda (ou Cílace; em grego antigo: Σκύλαξ ὁ Καρυανδεύς, transl. Skýlax ho Karyandeýs) foi um explorador e marinheiro, natural da cidade de Carianda, na Cária, que viveu no século VI a.C. Foi o primeiro grego a narrar as suas explorações do ponto de vista geográfico.
Entre 519 e 512 a.C. Cílax foi enviado pelo rei persa Dario I a explorar o curso do rio Indo. Cílax e seus marinheiros descenram rio abaixo até atingirem o mar; depois navegaram pelo oceano Índico até o mar Vermelho, circunavegando a Arábia. Completaram a sua viagem em trinta meses. Hecateu de Mileto menciona esta viagem.
Estrabo menciona em três passagens Cílax como um "antigo escritor" pelo qual é de supor que escreveu alguma obra. Foi-lhe atribuído um Período da terra e um Périplo das costas fora das colunas de Hércules do qual se conservam sete fragmentos.
O chamado Périplo de Pseudo-Cílax, do século III a.C., é uma compilação à qual foi dado este título em honra deste antigo navegante.